# Хмельницький район
Хмельницький райо́н — район в Україні, у центральній частині Хмельницької області. Межує з Тернопільською, Житомирською та Вінницькою областями та був утворений під час адміністративно-територіальної реформи в Україні 2020 року. Адміністративний центр — місто Хмельницький.

## Населення
Населення утвореного в 2020 році Хмельницького району становить 687 тис. осіб.

## Історія
Хмельницький район утворено 19 липня 2020 року згідно із Постановою Верховної Ради України № 807-IX від 17 липня 2020 року в рамках Адміністративно-територіальної реформи в Україні.
До його складу увійшли території:
- міських територіальних громад: Волочиської, Городоцької, Деражнянської, Красилівської, Старокостянтинівської, Хмельницької;
- селищних територіальних громад: Антонінської, Війтовецької, Віньковецької, Вовковинецької, Летичівської, Меджибізької, Наркевицької, Сатанівської, Старосинявської, Теофіпольської, Чорноострівської, Ярмолинецької;
- сільських територіальних громад: Гвардійської, Заслучненської, Зіньківської, Лісовогринівецької, Миролюбненської, Розсошанської, Солобковецької, Староостропільської, Щиборівської.[2]